# Eubranchipus grubii
Eubranchipus grubii är en kräftdjursart som först beskrevs av Benedykt Dybowski 1860.  Eubranchipus grubii ingår i släktet Eubranchipus och familjen Chirocephalidae. Inga underarter finns listade i Catalogue of Life.

## Bildgalleri

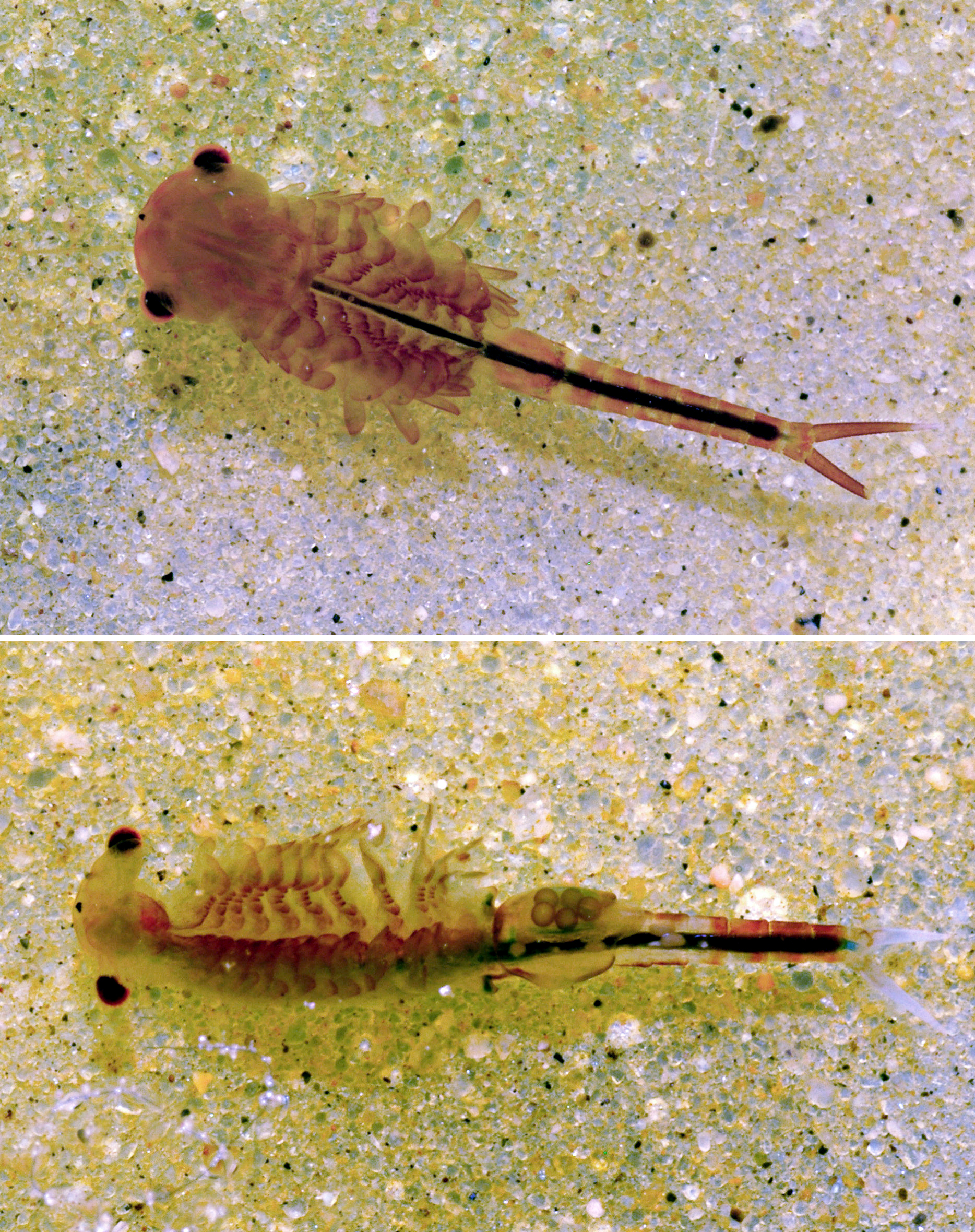
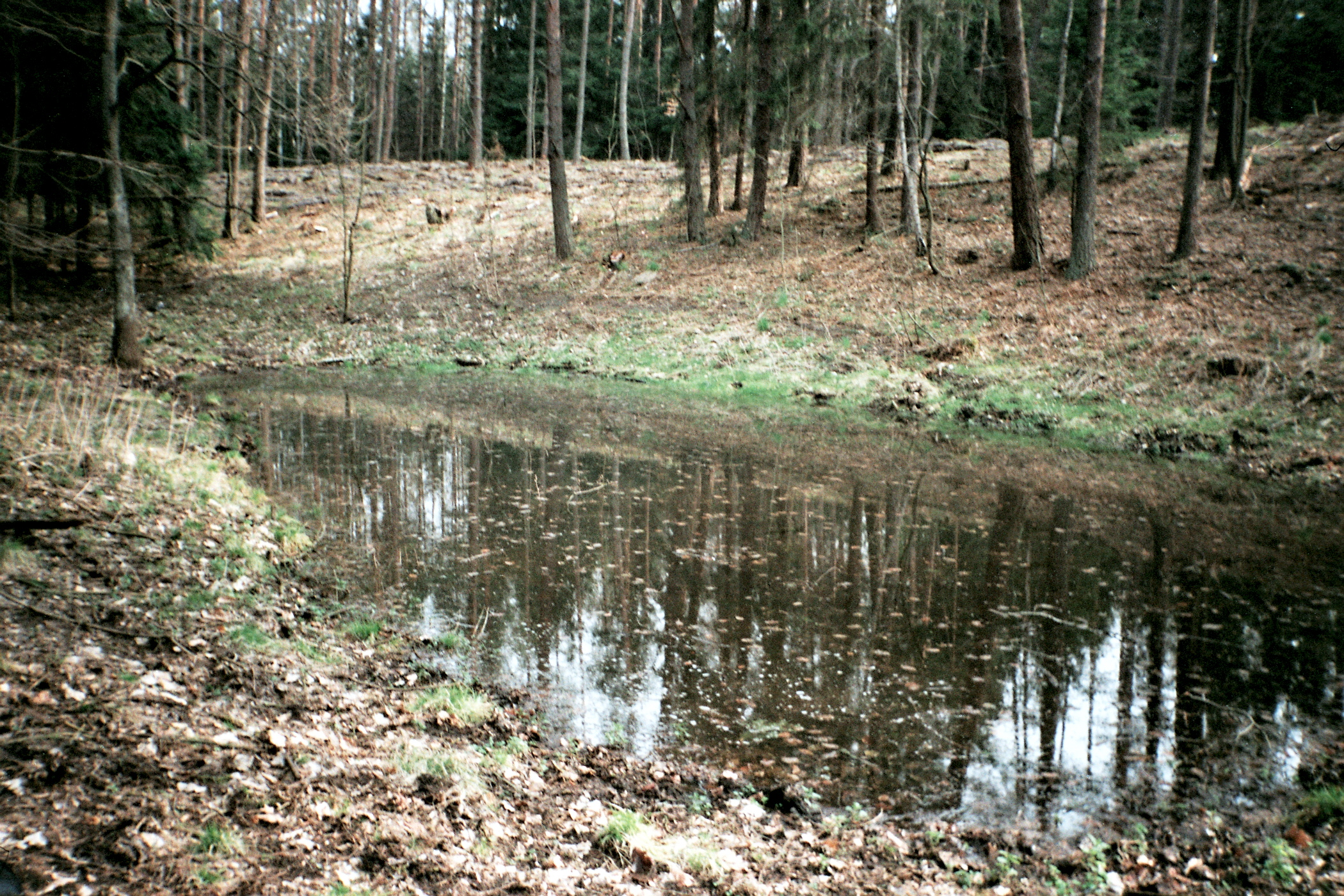